# Сентртаун-Уэст

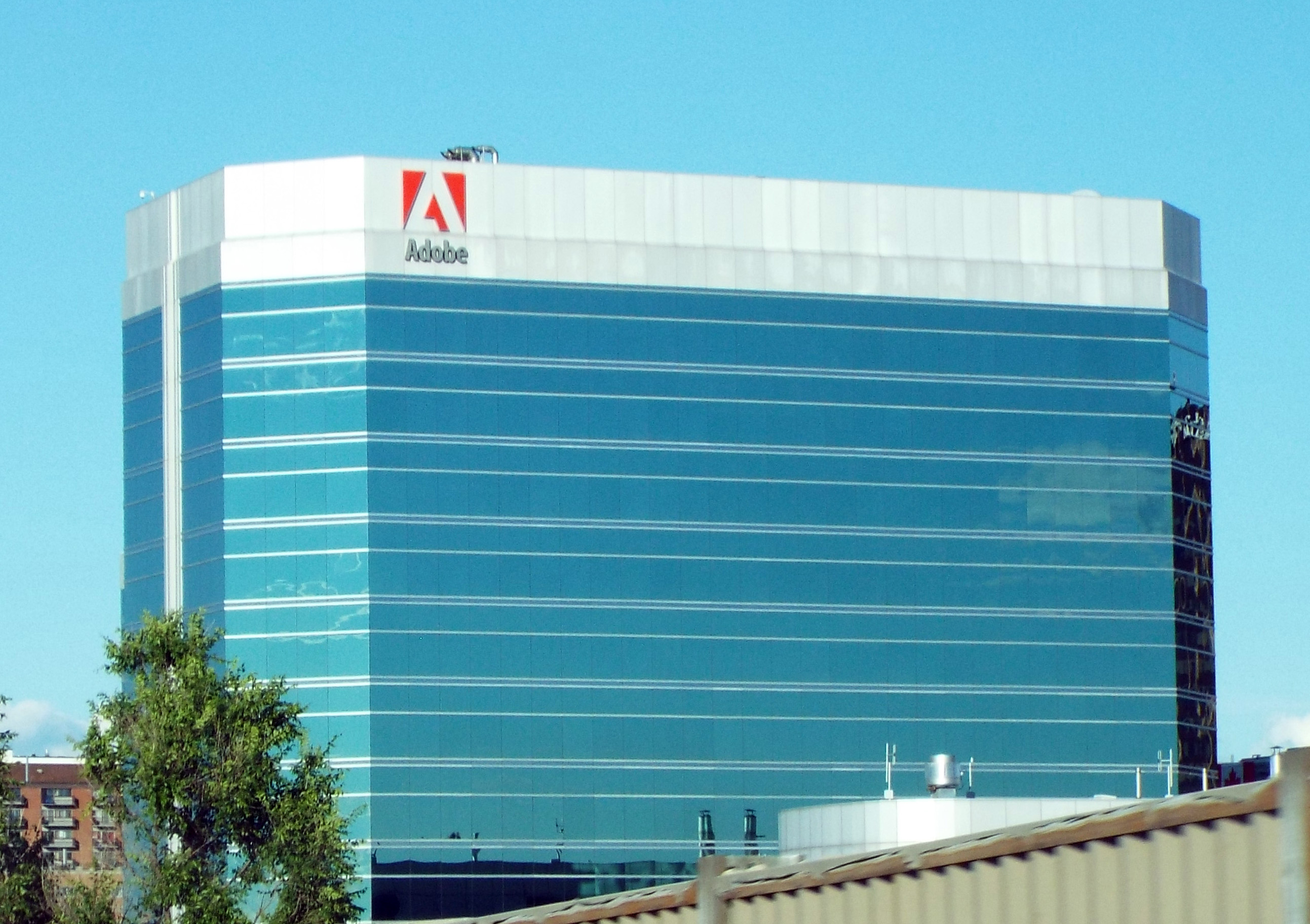
Офис Adobe на улице Престон

Сентртаун-Уэст, или Западный Сентртаун, англ. Centretown West — неофициальный район в составе г. Оттава, Канада. Расположен к западу от Бронсон-авеню, к востоку от колеи внутригородского лёгкого метро (O-Train), к северу от Карлинг-авеню, к югу от Холма Козы-няньки («Nanny Goat Hill»), насыпи к северу от западной части Сомерсет-стрит. К востоку находится Сентртаун, к северу — Лебретонские равнины, к западу — Хинтонбург, к югу — озеро Доу. 

## История
Изначально большая часть района соответствует историческому району Рочестервиль в составе посёлка Непин, который был присоединен к Оттаве в 1888 г. став районом Дэлхаузи (Dalhousie). Тот в свою очередь был объединен в 1994 г. с Веллингтоном (Wellington) в один район Сомерсет (Somerset).

## Территория
Сентртаун-Уэст состоит большей частью из жилой и коммерческой застройки низкой плотности, а также ряда предприятий лёгкой промышленности. Вдоль Сомерсет-стрит-Уэст расположено множество китайских и вьетнамских магазинов: эта часть известна как оттавский Чайнатаун. Также в состав Сентртаун-Уэста входит «Маленькая Италия» с центром вдоль Престон-стрит, которая также носит неофициальное наименование «Corso Italia». Часть Гладстон-авеню также неофициально называют «Via Marconi» в честь известного изобретателя, который некоторое время работал в Канаде.

## Население
По итогам переписи 2021 года в районе проживало 8810 человек.